# Jean-Pierre Rey
Jean-Pierre Rey (Antwerpen, 30 januari 1927 – Ukkel, 6 oktober 2002) was een Belgische acteur. 

## Biografie
Hij volgde acteerlessen aan het Koninklijk Conseravtorium te Brussel waar hij onder andere les kreeg van André Gobert.
In 1981 werd hij directeur van het Koninklijk theater te Namen. Hij speelde ook mee in een film van Georges Lust namelijk Forçats d'honneur en ook in de film La mariée était en noir . 
Hij was getrouwd met de actrice Christiane Lenain.